# Bodommeer
Het Bodommeer (Fins: Bodominjärvi; Zweeds: Bodomträsk) is een meer in Finland. Het meer ligt ten noorden van de stad Espoo, wat een paar kilometer van de hoofdstad Helsinki ligt. Het meer is ongeveer drie kilometer breed en één kilometer lang. Het dorp Bodom ligt op de noordoostelijke oever.
Het meer is bekend vanwege de moorden die daar op de avond van 4 juni 1960 plaatsvonden. Vier tieners (twee jongens, Nils Gustafsson en Seppo Boisman en twee meisjes, Tuulikki Mäki en Irmeli Björklund) gingen bij het meer kamperen en werden daar aangevallen. Drie van hen werden vermoord en slechts één overleefde de aanval. In juni 2005 werd de enige overlevende, Nils Gustafsson, schuldig bevonden aan de moord op zijn drie vrienden. Op 7 oktober werd hij onschuldig verklaard door het hogere gerechtshof in Finland.
In de tussentijd zijn er een aantal verhalen opgedoken over monsters en geesten bij het meer, waardoor er nu nog steeds angst heerst.
De populaire metalband Children of Bodom, die ook uit Espoo komen, hebben hun naam afgeleid van de moorden die met dit meer geassocieerd zijn.